# ماروین اسر
ماروین اسر (انگلیسی: Marvin Esser؛ زادهٔ ۵ ژانویهٔ ۱۹۹۴) بازیکن فوتبال اهل آلمان است.
از باشگاه‌هایی که در آن بازی کرده‌است می‌توان به باشگاه فوتبال وهن ویسبادن اشاره کرد.